# Villa Borsig Reiherwerder
La Villa Borsig Reiherwerder era in passato la tenuta di campagna della famiglia dell'imprenditore Borsig. Sorge sulla penisola Reiherwerder, la cui superficie misura 12,37 ettari, sul lato nordoccidentale del lago Tegeler che appartiene al distretto di Reinickendorf a Berlino.
Con gli edifici limitrofi costituisce oggi la sede dell'Accademia degli Affari Esteri del Ministero degli Esteri  dove dall'inizio del 2006 vengono formati tutti i membri di ordine medio, alto e superiore degli Affari Esteri. Nella Villa Borsig vengono sistemati gli ospiti del Ministero degli Esteri. A nord della Villa si estende verso il lago un giardino in stile neobarocco. La tenuta non è aperta al pubblico.

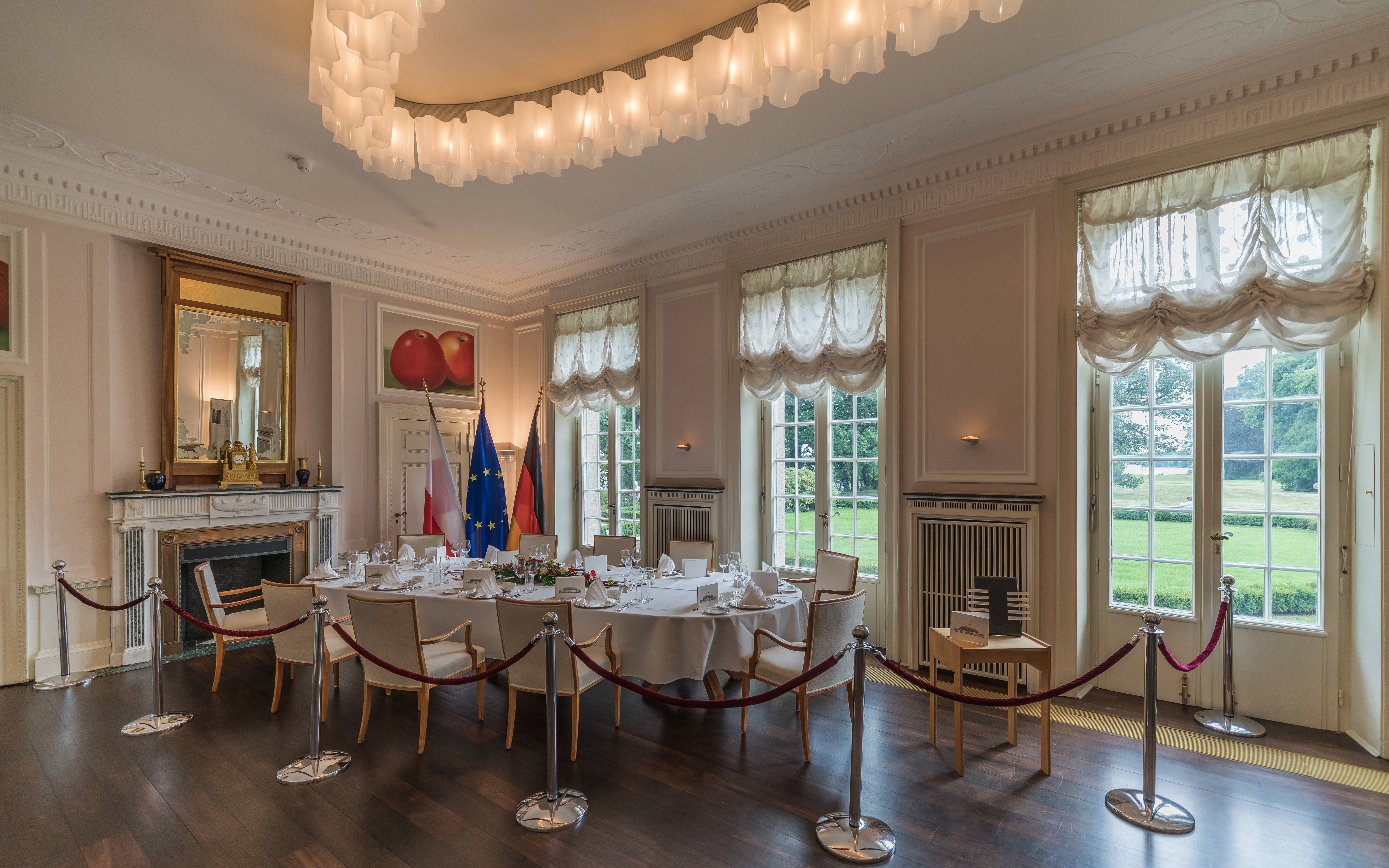
Interieur Villa Borsig

Briefmarke 1982

## Storia
L'industriale Ernst Borsig dopo aver trasferito nel 1898 la sede della ditta A. Borsig GmbH fondata da suo nonno da "Feuerland" nella periferia di Oranienburg (oggi un'area del distretto Mitte) a Tegel, acquistò dagli eredi della famiglia von Humboldt le isole Großer Reiherwerder e Kleiner Reiherwerder, allora ancora separate da una palude. A partire dal 1903 fece dapprima prosciugare la palude, e dalle due isole risultò la penisola Reiherwerder. Nella zona del Kleiner Reiherwerder si cominciò poi con la costruzione di una semplice tenuta che venne ultimata nel 1908 - attualmente denominata Alte Villa. Questa Villa presto non soddisfece le esigenze di Borsig, e così diede l'incarico agli architetti Alfred Salinger e Eugen Schmohl di progettare una nuova Villa di rappresentanza nell'area della Großer Reiherwerder. Borsig desiderava che la nuova Villa fosse simile al castello di Sanssouci di Potsdam.
L'edificio venne ultimato nel 1913 e fino all'autunno 1937 servì come abitazione della famiglia Borsig. Dopo la morte di Ernst von Borsig (1933) la famiglia vendette la tenuta al governo tedesco di allora, il Deutscher Reich. Fino al termine della seconda guerra mondiale s'insediò qui l'Accademia del ministero delle finanze del Reich.
Alla fine della guerra la tenuta faceva parte del settore francese. Villa Borsig divenne la residenza del comandante supremo delle truppe francesi. Nel 1958 venne poi costruito a nord della Villa il Pavillon du Lac, un club per ufficiali francesi. La Villa venne utilizzata temporaneamente per sistemare adeguatamente gli ospiti ufficiali della città di Berlino e della Repubblica Federale Tedesca e dal 1959 come sede della Deutsche Stiftung für Internationale Entwicklung. A metà degli anni 80 la villa venne interamente ristrutturata.
Nei primi anni 90 il cancelliere Helmut Kohl progettava di adibire la Villa a residenza ufficiale del cancelliere, dato che il nuovo edificio della Cancelleria di Berlino non prevedeva spazi di rappresentanza né di abitazione paragonabili a quelli esistenti a Bonn. Il cancelliere Gerhard Schröder, entrato in carica nel 1998, dopo il trasferimento del governo da Bonn a Berlino nel 1999 decise invece di utilizzare come abitazione la Villa Wurmbach, un edificio più modesto situato nel distretto di Dahlem che nel passato accoglieva gli ospiti ufficiali del governo federale.
Nel 2003 iniziarono i lavori di ristrutturazione ed ampliamento della struttura per adibirla a sede dell'Accademia del Ministero degli Esteri con un investimento pari a ca. 24 milioni di euro. Gli edifici della tenuta, tra cui la Villa Borsig, vennero tutti risanati e molti altri nuovi ne vennero costruiti dove alloggiare gli studenti. Tra la fine del 2005 e l'inizio del 2006 l'Accademia che fino ad allora si trovava a Bonn-Ippendorf venne trasferita a Reiherwerder. Nella Villa Borsig si trovano inoltre gli spazi dedicati agli ospiti ufficiali del Ministro degli Esteri tedesco.